# Georges Parent (cyclisme)
Georges Parent, né le 15 septembre 1885 à Tresserve (Savoie) et mort le 22 octobre 1918 à Saint-Germain-en-Laye, est un coureur cycliste français spécialiste du demi-fond.

## Biographie
Au front lors de la Première Guerre mondiale, il est plusieurs fois blessé et décoré. Il meurt le 22 octobre 1918 de la grippe espagnole quelques jours avant l'armistice.

## Palmarès sur piste

### Championnats du monde
- Paris 1907
  -  Médaillé de bronze du demi-fond
- Copenhague 1909
  -  Champion du monde de demi-fond
- Bruxelles 1910
  -  Champion du monde de demi-fond
- Rome 1911
  -  Champion du monde de demi-fond

### Championnats nationaux
- Champion de France de demi-fond en 1908, 1909 et 1910 (2e en 1913, 3e en 1914)

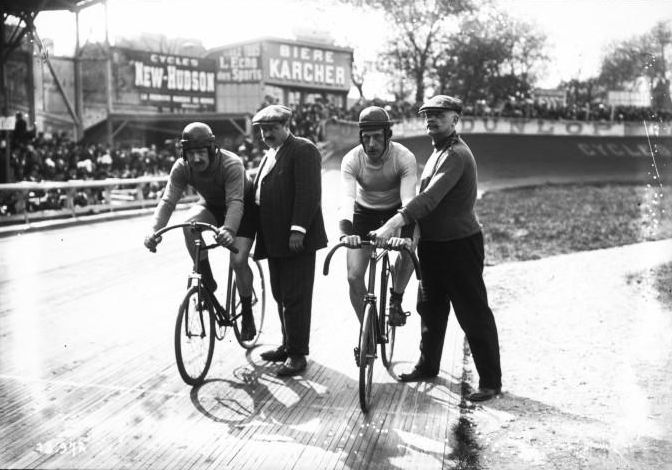
Match Parent-Darragon, 7 mai 1911, Vélodrome Buffalo